# Antoine Lavoisier

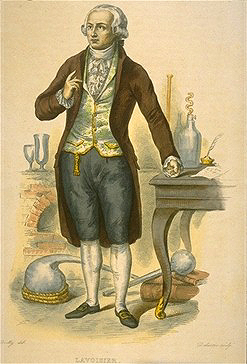
Rycina autorstwa Louisa Jeana Desire Delaistre, projektu Juliena Leopolda Boilly

Antoine Laurent de Lavoisier (ur. 26 sierpnia 1743 w Paryżu, zm. 8 maja 1794 tamże) – francuski chemik i fizyk, stracony na gilotynie w wyniku wyroku Trybunału Rewolucyjnego Republiki Francuskiej.

## Życiorys
Niezależnie od Johanna Helmonta i Michaiła Łomonosowa sformułował ponownie i rozpowszechnił prawo zachowania masy, wykazał, że tlen jest niezbędny przy spalaniu oraz w procesie produkcji kwasów (1778, stąd dawna nazwa „kwasoród”), udowodnił nieprawdziwość teorii flogistonu, obalił starożytną teorię żywiołów jako podstawowych składników materii i przyczynił się do zreformowania nomenklatury chemicznej.
Uczęszczał do Collège Mazarin, gdzie studiował chemię, botanikę, astronomię i matematykę. Jego pierwsze prace dotyczące chemii opublikowano w 1764 r. W 1767 r. pracował jako geolog w Alzacji i Lotaryngii. Został wybrany członkiem Francuskiej Akademii Nauk w 1768 r. W roku 1771 ożenił się z trzynastoletnią wówczas Marie-Anne Pierrette Paulze, która tłumaczyła dla niego z angielskiego i ilustrowała jego książki, a potem grała kluczową rolę zarówno w przeprowadzaniu eksperymentów, jak i w standaryzacji metody naukowej.
Od 1775 r. służył w administration royale des poudres, gdzie jego praca doprowadziła do ulepszeń w produkcji prochu strzelniczego i wynalezienia nowej metody produkcji saletry.
Najważniejsze eksperymenty Lavoisiera dotyczyły natury zapłonu i spalania. Ukazały one, że wymienione procesy polegają na łączeniu się substancji z tlenem. Udowodnił on także, że tlen odgrywa kluczową rolę przy oddychaniu zwierząt i roślin oraz w procesie rdzewienia metali. Wyjaśnienia Lavoisiera uchyliły teorię flogistonu, która postulowała, że materiały podczas spalania uwalniają substancję zwaną flogistonem. Odkrył on także, że wodór (z gr. hydrogenium, tworzący wodę) w połączeniu z tlenem tworzy wodę. W Sur la combustion en général (O zapłonie, 1777) i Considérations Générales sur la Nature des Acides (Rozważania o naturze kwasów, 1778) ukazał, że „powietrze”, będąc składnikiem procesu spalania, jest także źródłem kwasowości. W 1779 „powietrze” odpowiedzialne za spalanie nazwał tlenem (z gr. oxygenium, tworzący kwasy), a pozostałą część powietrza nazwał azotem (z gr. bez życia). W Reflexions sur le Phlogistique (Refleksje nad flogistonem, 1783), Lavoisier wykazał niespójność teorii flogistonu.
Eksperymenty Lavoisiera należały do pierwszych, w których stosowano metodę ilościową. Pokazał on, że mimo zmian stanu materii podczas reakcji, jej ilość (masa) jest taka sama przed i po reakcji chemicznej. Spalając fosfor i siarkę zauważył, że produkt reakcji ważył więcej niż jej substraty. Wykazał, że nadwyżka wagi jest rekompensowana ubytkiem masy powietrza. Te eksperymenty dały podstawę do sformułowania prawa zachowania masy. Lavoisier badał także skład chemiczny wody, której składniki nazwał tlenem i wodorem. We współpracy z francuskim uczonym Claude-Louisem Bertholletem Lavoisier skomponował chemiczną nomenklaturę (Méthode de nomenclature chimique, 1787). Nazewnictwo w dużej części jest wykorzystywane także współcześnie, jak np.: kwas siarkowy, siarczany.
Jego dzieło Traité Élémentaire de Chimie (1789; wyd. polskie Traktat podstawowy chemii, w przekładzie Romana Mierzeckiego, 2001) jest uważane za pierwszy nowoczesny podręcznik chemii; zawiera ono podglądy Lavoisiera na teorie chemiczne, formułuje prawo zachowania masy i zaprzecza istnieniu flogistonu. Lavoisier precyzuje także pojęcie pierwiastka, definiując go jako substancję prostą, która nie może być rozbita na składniki żadną metodą analizy chemicznej. Sformułował także teorię o łączeniu się pierwiastków w związki chemiczne. Podręcznik zawiera także listę następujących pierwiastków: tlen, wodór, azot, fosfor, rtęć, cynk i siarka. Lista zawierała także światło i ciepło, które Lavoisier także uważał za substancje.
Prace Lavoisiera uznaje się za ostateczne obalenie wywodzącej się ze starożytnej Grecji koncepcji pięciu żywiołów, mających być podstawowymi budulcami materii (woda, ogień, powietrze, ziemia, eter).
Duże znaczenie w życiu Lavoisiera miało zainteresowanie prawem, które prowadziło do zainteresowania się polityką. W wieku 26 lat uzyskał stanowisko poborcy podatkowego w Ferme générale, prywatnym przedsiębiorstwie zajmującym się poborem podatków, gdzie próbował wprowadzić zmiany we francuskim systemie finansowym i podatkowym. Pracując dla rządu, opracowywał system miar mający zapewnić uniformizację wag w całej Francji. Jako jeden z 28 francuskich poborców podatkowych został okrzyknięty przez rewolucjonistów zdrajcą i zgilotynowany w Paryżu w roku 1794. Na prośbę uczonego, by egzekucję przesunąć o kilka dni z powodu pracy nad eksperymentem naukowym, przewodniczący trybunału rzekł: „Republika nie potrzebuje uczonych”.
Istnieje miejska legenda, jakoby Antoine Lavoisier podczas śmierci przeprowadził swój ostatni eksperyment – umówił się z asystentem, że po ścięciu będzie próbował mrugać oczami tak długo, jak to możliwe, według relacji asystenta mrugał przez 15–20 sekund.
W 1788 został członkiem Royal Society. Jego nazwisko pojawiło się na liście 72 nazwisk na wieży Eiffla.

## Życie prywatne
Jego żoną w latach 1771-1794 była Marie-Anne Paulze Lavoisier (1758 - 1836), która również była ilustratorską jego książek i  współpracowniczką w pracy naukowej.